# Episodi de Il nostro amico Kalle (prima stagione)
| nº | Titolo originale  | Titolo italiano        | Prima TV Germania | Prima TV Italia   |
| -- | ----------------- | ---------------------- | ----------------- | ----------------- |
| 1  | Akt am Strand     | Nudo sulla spiaggia    | 14 ottobre 2006   | 7 settembre 2008  |
| 2  | Kalle in Love     | Kalle innamorato       | 21 ottobre 2006   | 13 settembre 2008 |
| 3  | Schwein gehabt    | Il vizio del gioco     | 28 ottobre 2006   | 14 settembre 2008 |
| 4  | Vorsicht, giftig! | Attenzione, velenoso!  | 4 novembre 2006   |                   |
| 5  | Taschendiebe      | Borseggiatori          | 11 novembre 2006  |                   |
| 6  | Schatzräuber      | Furto al museo         | 18 novembre 2006  |                   |
| 7  | Sündenbock        | La confessione di Hans | 25 novembre 2006  |                   |
| 8  | Goldfieber        | Febbre dell'oro        | 2 dicembre 2006   |                   |
| 9  | Jugendsünde       | Peccato di gioventù    | 9 dicembre 2006   |                   |
| 10 | Schöne Ferien     | Belle vacanze          | 16 dicembre 2006  |                   |
| 11 | Fernweh           | Viaggio in moto        | 23 dicembre 2006  |                   |
| 12 | Familienbande     | Affari di famiglia     | 30 dicembre 2006  |                   |